# Wheelerigobius wirtzi
Wheelerigobius wirtzi és una espècie de peix de la família dels gòbids i de l'ordre dels perciformes.

## Morfologia
- Els mascles poden assolir 3,5 cm de longitud total.[4][5]

## Hàbitat
És un peix marí, de clima tropical i demersal que viu fins a 1 m de fondària.

## Distribució geogràfica
Es troba a l'Atlàntic oriental central: el Camerun i São Tomé.

## Observacions
És inofensiu per als humans.